# Drumontiana francottei
Drumontiana francottei är en skalbaggsart som beskrevs av Komiya och Tatsuya Niisato 2007. Drumontiana francottei ingår i släktet Drumontiana och familjen långhorningar. Inga underarter finns listade i Catalogue of Life.